# Fernando Alvarado
Fernando Alvarado Espinel es un político ecuatoriano que se desempeñó como Secretario Nacional de Comunicación y Ministro de Turismo y Secretario de la Administración durante la presidencia de Rafael Correa. 

## Biografía
Fernando Alvarado Espinel es hijo del político quevedeño Humberto Alfonso Alvarado Prado y de Daysi Espinel (embajadora en Costa Rica), hermano de Carlos, Soraya, Julio, Vinicio Alvarado Espinel (político) y Humberto Alvarado Correa (radiodifusor),  primo del exvicepresidente Jorge Glas.
Realizó un doctorado junto a su padre, madre y hermano Vinicio, realizando la misma tesis en la Universidad Nacional de Loja, en 2005, sin embargo el sitio web BananaLeaks, acusó a los Alvarado de haber plagiado partes de la tesis, que sus estudios doctorales los hicieron entre 1998 y 2000 en la ciudad de Guayaquil, y que el tiempo límite para realizar una tesis es después de máximo 2 años de egresar, además de asegurar que la universidad de Loja solo da maestrías, a lo que Fernando respondió que no hay nada de malo en terminar los estudios junto a su familia y que el sitio web no es una fuente fiable. La tesis se denominó “La radio Ondas Quevedeñas en el desarrollo formativo de la niñez de la ciudad de Quevedo”, misma emisora la cual es propiedad de la familia Alvarado, y que está ubicada en Quevedo.
Fernando junto a su hermano Vinicio, fueron los estrategas de la publicidad y comunicación de las campañas de Rafael Correa, desde la primera elección.
En 2009, durante una entrevista con el periodista Jorge Ortiz García, salió abruptamente del set antes que acabara la entrevista luego de lanzarle una tarjeta de crédito a Ortiz después de un incómodo encuentro.
En 2009 ocupó el cargo de Secretario Nacional de Comunicación y desde inicios del año 2014, Fernando estuvo al mando de los medios públicos de Ecuador TV y Radio Pública, como titular del directorio de la Empresa Pública Televisión y Radio del Ecuador (RTVEcuador). Durante su periodo como secretario, mantuvo una relación tensa con los medios privados y los periodistas, además en su primer año en el cargo, mantuvo una tensa entrevista con Fernando del Rincón, periodista de CNN. El 19 de noviembre de 2015 fue reemplazado del cargo por Patricio Barriga, y nombrado Ministro de Turismo y Secretario de la Administración, cargo que ocupó durante el gobierno de Rafael Correa, hasta el 24 de mayo de 2017 bajo el gobierno de Lenín Moreno.
El 18 de septiembre de 2024, Fernando Alvarado es condenado por la Corte Nacional de Justicia a cinco años de cárcel por el delito de peculado.
En la actualidad es prófugo de la justicia ecuatoriana.

## Sucesión
| Predecesor: Sandra Naranjo | Ministro de Turismo noviembre de 2015-mayo de 2017 | Sucesor: Enrique Ponce de León |